# John Dunning (snooker)
John Dunning, né le 18 avril 1927 et mort le 11 septembre 2009, était un joueur de snooker professionnel anglais originaire de Morley, dans le Yorkshire de l'Ouest.

## Biographie
Dunning s'engage dans la Royal Navy à l'âge de 18 ans et sert pendant deux ans. Après avoir été champion amateur du Yorkshire à onze reprises et avoir participé au championnat CIU en 1963, 1966 et 1969, Dunning passe professionnel en 1971, à l'âge de 45 ans. Il dispute son premier match de championnat du monde en 1972 où il perd contre John Pulman au premier tour après avoir battu Pat Houlihan et Graham Miles lors des qualifications. Il réalise sa meilleure performance en 1974 lorsqu'il atteint les quarts de finale, perdant ensuite son match contre Miles 15-13. La dernière apparition de Dunning dans les phases finales de l'épreuve a lieu en 1982.
En 1977, il atteint les quarts de finale du premier championnat du Royaume-Uni, s'inclinant 5 manches à 0 face à Alex Higgins. Son meilleur classement mondial est la 11e place atteinte à l'issue de la saison 1976-1977.
Dunning atteint la finale des Masters internationaux en mars 1984. Ce tournoi, disputé entre trois joueurs, voit Dunning battre Tony Knowles 2-1 dans le premier match, puis Les Dodd pour passer en tête du groupe. Dans son match de demi-finale, il joue contre l'Australien Warren King et le Gallois Terry Griffiths. Dunning perd contre King mais bat Griffiths, ce qui lui vaut une place en finale. Il rencontre Dave Martin et le champion du monde en titre et no 1 mondial, Steve Davis. Il perd les deux matches, terminant troisième de la compétition. Il devient ainsi le finaliste le plus âgé d'un tournoi majeur de snooker, à 56 ans et 11 mois.
Dunning dispute son dernier match en tant que professionnel en 1997, à l'âge de 69 ans. Il meurt à Morley, sa ville natale, le 11 septembre 2009, à l'âge de 82 ans.